# Märjelensee
Märjelensee är en sjö i Schweiz. Den ligger i den centrala delen av landet, 70 km sydost om huvudstaden Bern i Bernalperna. Märjelensee ligger 2 302 meter över havet. Arean är 0,32 kvadratkilometer.
I omgivningarna runt Märjelensee växer i huvudsak bergstundra. Runt Märjelensee är det mycket glesbefolkat, med 7 invånare per kvadratkilometer.
Invid sjön ligger glaciären Aletsch.